# 严卫星
严卫星（1957年—），汉族，中华人民共和国政治人物、第十一届全国政协委员。
加入中国共产党，担任中国疾病预防控制中心营养与食品安全所常务副所长。2008年，当选第十一届全国政协委员，代表医药卫生界，分入第四十六组。